# Malackasvartskata
Malackasvartskata (Platysmurus leucopterus) är en fågel i familjen kråkfåglar inom ordningen tättingar.

## Utseende och läte
Malackasvartskatan är en glansigt svart kråkfågel med lång stjärt, kraftig krokförsedd näbb och en spretig huvudtofs. På vingen syns en vit strimma. Bland lätena hörs torrt lågt tjatter, ihåliga visslingar och ekande metalliska toner.
Borneosvartskatan (traditionellt behandlad som en underart till leucopterus, då med svenska namnet svartskata) är mycket lik, men saknar det vita på vingen. Den har även längre huvudtofs, kortare stjärt och avvikande läten, med ett mycket längre klockliknande ljud, ett tjatter med annorlunda hastighet och frekvens samt stigande hårt nasalt läte.

## Utbredning och systematik
Malackasvartskatan förekommer i Sydostasien, i södra Myanmar samt på thailändska halvön, Malackahalvön och ön Sumatra. Tidigare inkluderades även borneosvartskatan (Platysmurus aterrimus) i arten, då med det svenska trivialnamnet svartskata. Denna urskiljs dock allt oftare som egen art.

## Levnadssätt
Malackasvartskatan bebor olika typer av skogar i låglänta områden och lägre bergstrakter, på Malackahalvön upp till 200 meters höjd, men på Sumatra 900 meter. Ibland kan den också påträffas i röjda områden intill byar, i högväxt ungskog, i kakaoplantage och i trädgårdar. Den rör sig i par eller i flockar, ständigt låtande för att hålla kontakt med varandra.

## Status och hot
Arten har ett stort utbredningsområde, men tros minska i antal, dock inte tillräckligt kraftigt för att den ska betraktas som hotad. Internationella naturvårdsunionen IUCN listar därför arten som livskraftig (LC).